# Örtofta kyrka
Örtofta kyrka är en kyrkobyggnad i Väggarp. Kyrkan tillhör Eslövs församling i Lunds stift.

## Kyrkobyggnaden
Tidigare kyrka i romansk stil uppfördes någon gång på 1100-talet eller 1200-talet. Under medeltidens senare del uppfördes kyrktornet och ett vapenhus vid långhusets södra sida. Nuvarande kyrka uppfördes efter ritningar av arkitekt Abraham Pettersson och invigdes 30 november 1862. Tidigare långhus, kor och vapenhus revs och ersattes av ett större långhus med en polygonal absid i öster. Av medeltidskyrkan bevarades tornets nederdel. Kyrkan bekostades av Greve Johan Henrik Dücker d. y. (d. 1892) på Örtofta sätesgård i egenskap av Patronus.
Efter att torn- och takkonstruktioner angripits av husbock genomfördes år 1953 en restaurering under ledning av domkyrkoarkitekt Eiler Græbe. Taken lades om och kyrkorummets tunnvalv förenklades och isolerades. Kyrktornets hörnspiror togs bort och torntakets skiffer ersattes med kopparplåt. År 1966 lagades ytterväggarnas puts.

## Inventarier
- Dopfunten av sandsten är huggen på 1100-talet av Mårten stenmästare. Tillhörande dopfat av mässing är från 1600-talet.
- Altartavlan är målad 1927 av Anders Valdur och är en kopia av Leonardo da Vincis Nattvarden.
- Två kyrkklockor hänger i tornet. Storklockan är gjuten 1949 och lillklockan 1802.

### Orgel
- 1863 byggde Jöns Lundahl och Knud Olsen en orgel med 10 stämmor. Orgeln blev bekostad av greve Johan Henrik Dücker d. y. Den invigdes Allhelgonadagen 1 november 1863.[1]
- Den nuvarande orgeln byggdes 1936 av A. Mårtenssons Orgelfabrik AB, Lund och är en pneumatisk orgel. Den har fria och fasta kombinationer och en gemensam svällare för hela orgeln.

| Manual I     | Manual II       | Pedal      | Koppel   |
| Borduna 16´  | Gedackt 8´      | Subbas 16´ | I/P      |
| Principal 8´ | Salicional 8'   | Cello 8´   | II/P     |
| Rörflöjt 8'  | Gamba 8'        |            | II/I     |
| Oktava 4'    | Voix celeste 8' |            | I 4'/I   |
| Nasat 2 2/3' | Rörflöjt 4'     |            | II 16'/I |
|              | Piccolo 2'      |            | II 4'/I  |
|              |                 |            | II 4'/P  |

## Bildgalleri

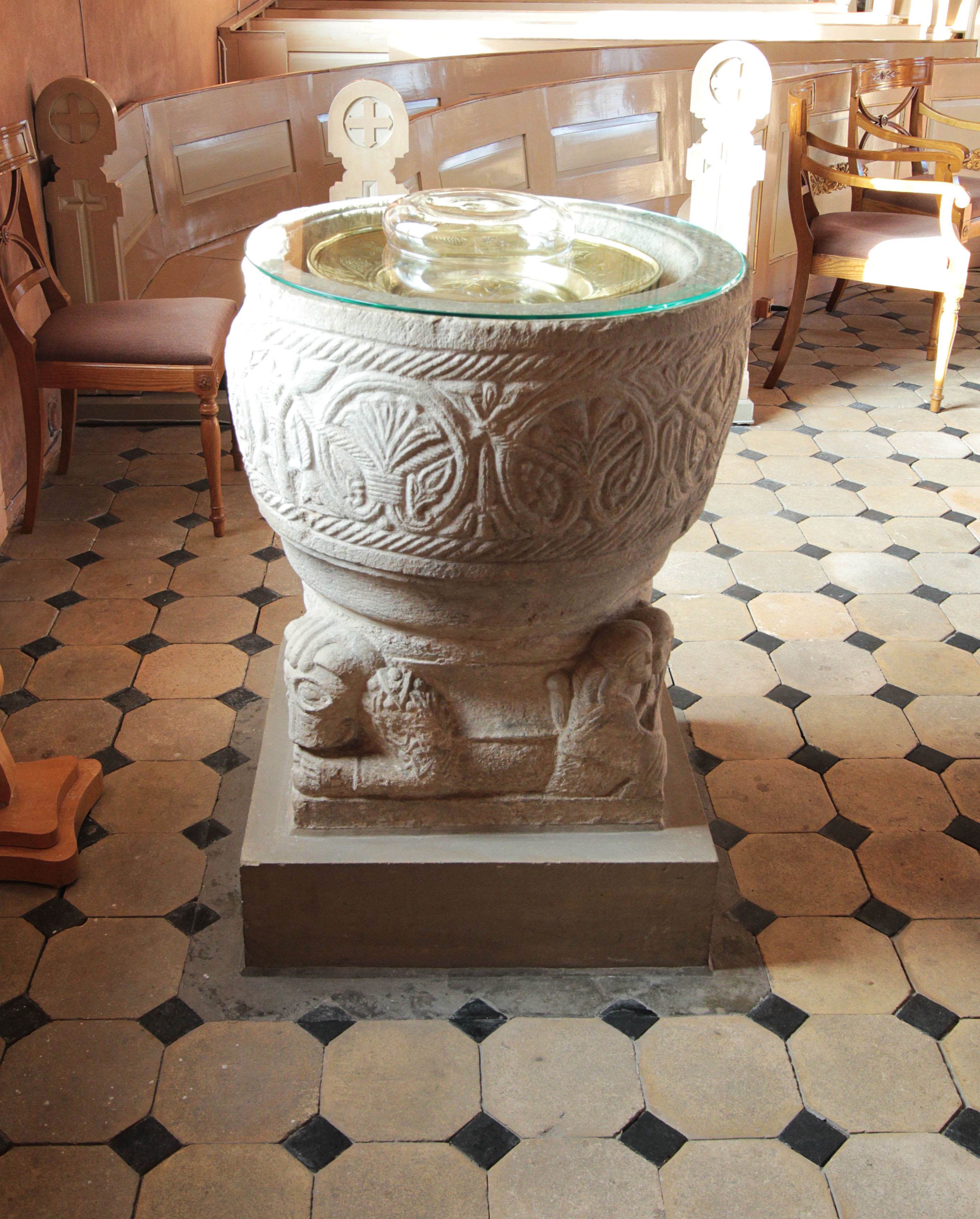
Dopfunt
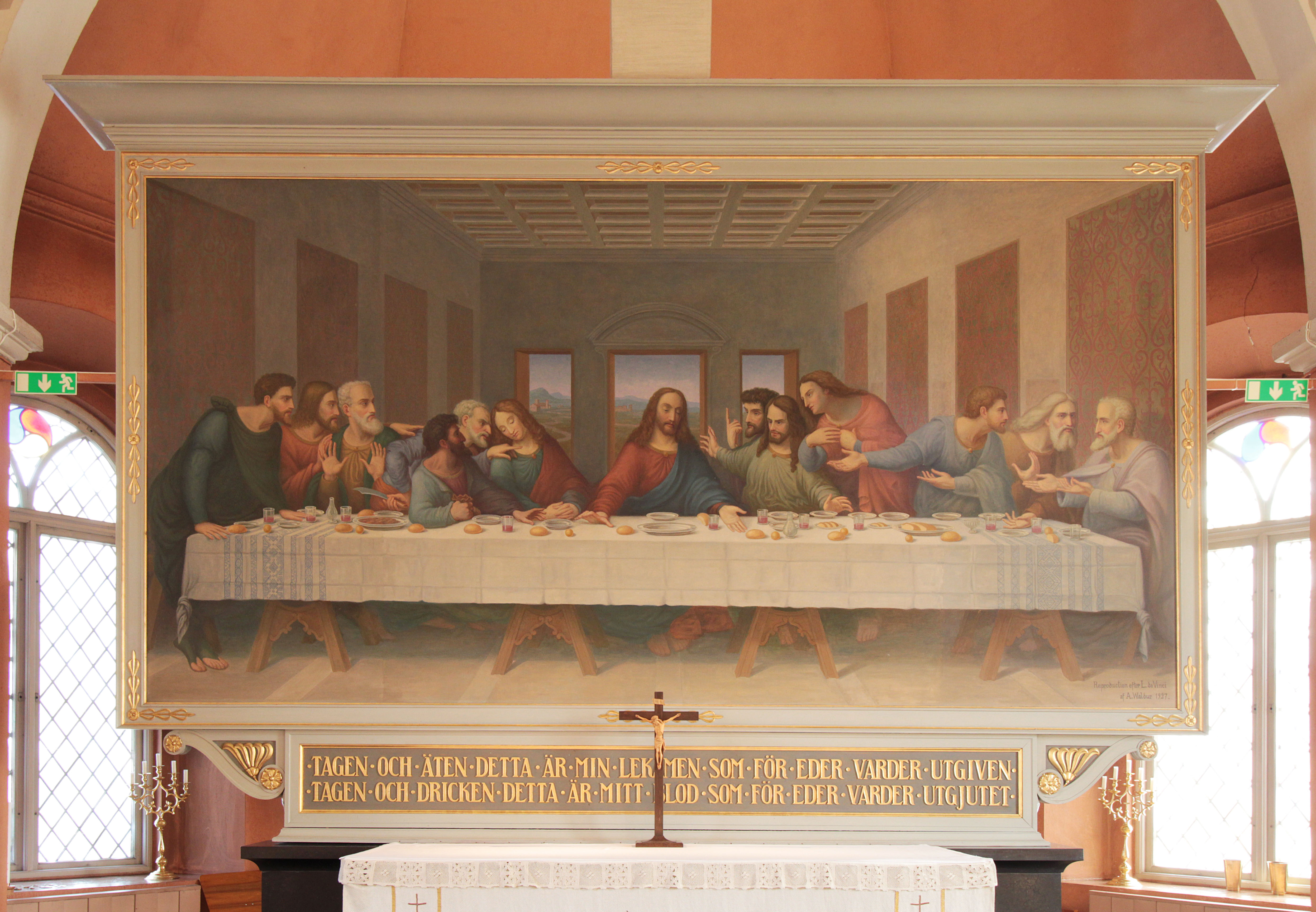
Altartavla
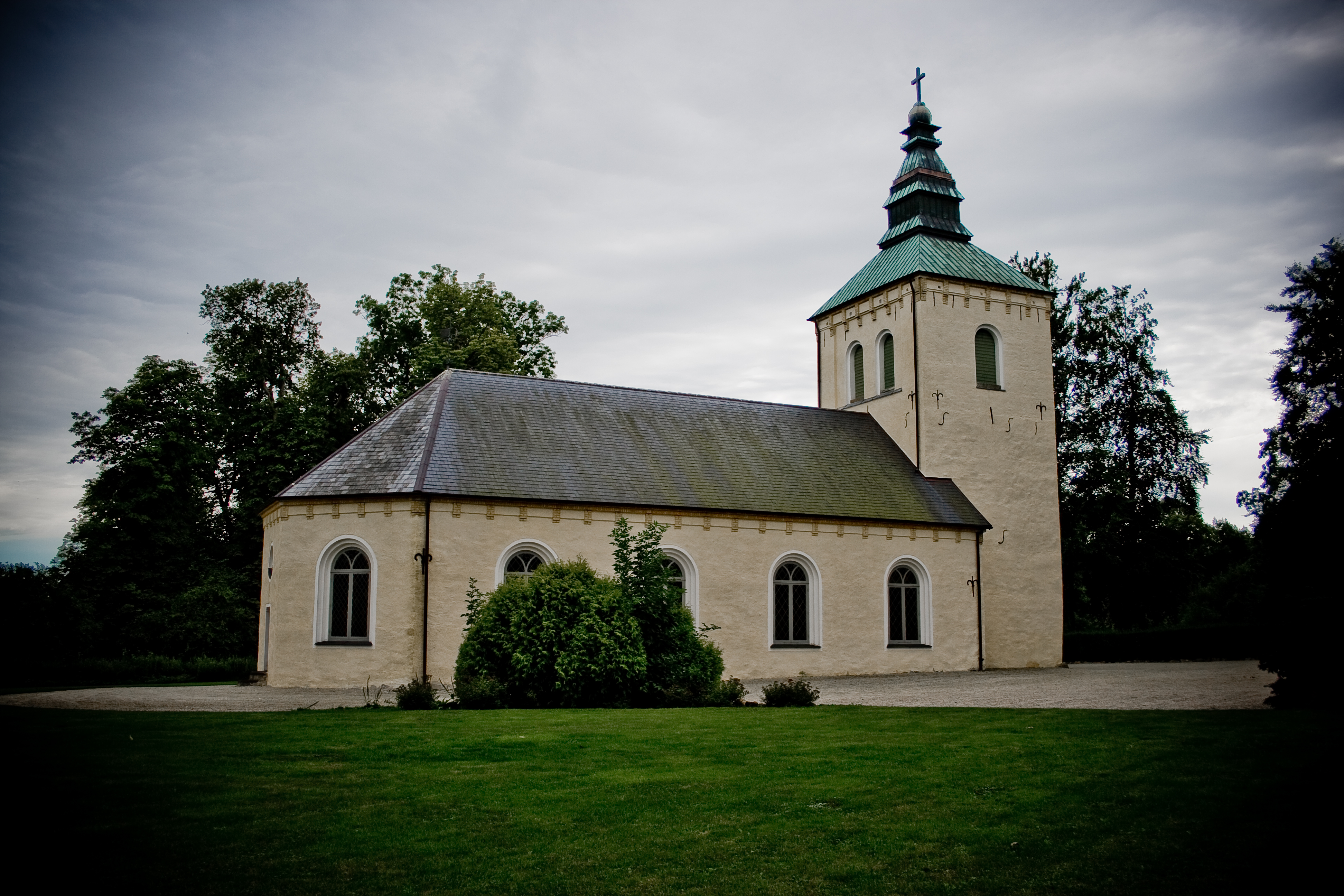
Kyrkan från norr
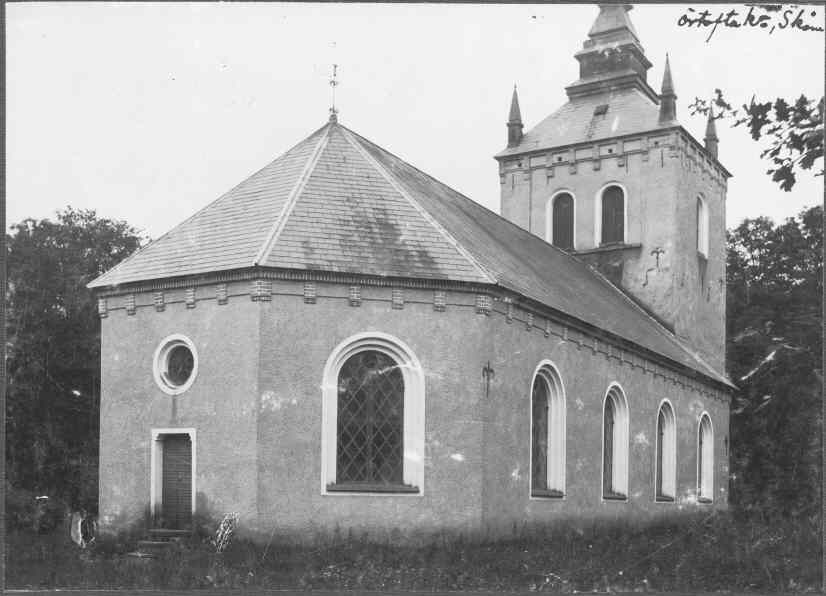
Gammal bild
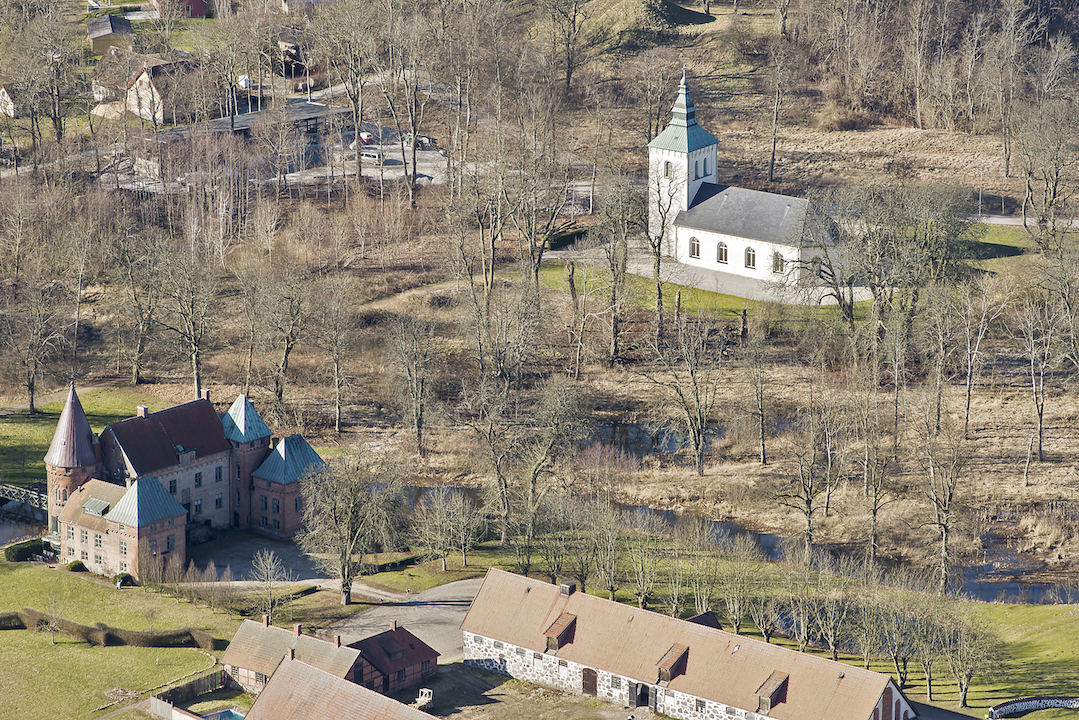
Örtofta kyrkomiljö